# Škoda 15Tr

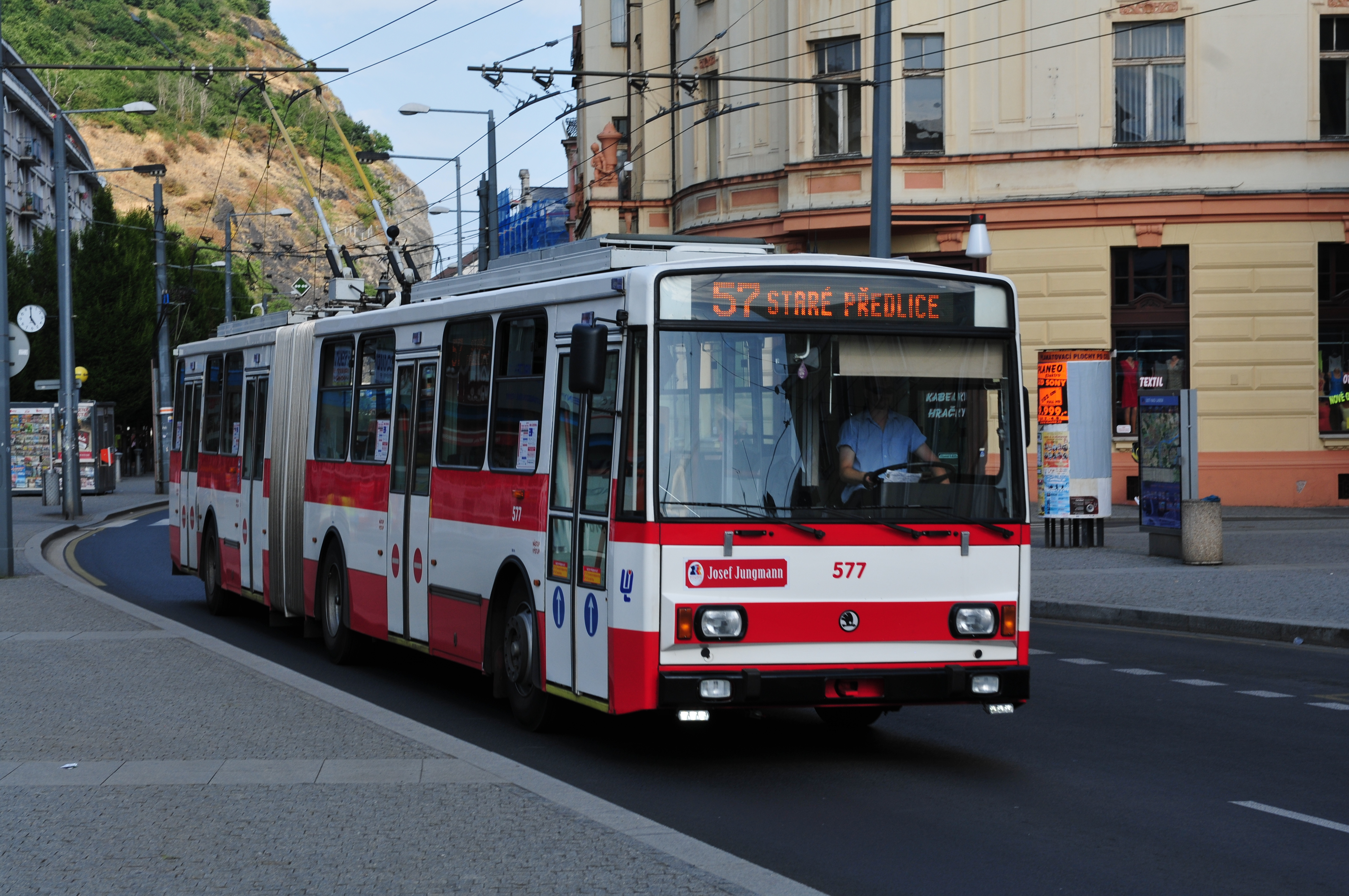
Felújított Škoda 15Tr, Ústí nad Labem

A Škoda 15Tr egy csehszlovák (később cseh) gyártmányú magas padlós csuklós trolibusz, melyet 1988 és 2004 között gyártottak, prototípusai a '80-as évek közepén készültek, 1995 óta a digitális kijelzőkkel ellátott, modernizált 15TrM-et gyártják a Skoda ostrovi üzemében. A helyi közlekedési társaságok által korszerűsített, eredetileg 15Tr-nek gyártott trolibuszok típusjelzése 15TrR. Magyarországon a Szegedi Közlekedési Társaságnál teljesít szolgálatot 25 darab.

## Felépítés
A 15Tr felépítése nem sokban tér el a szóló 14Tr-től. Ez volt az első csehszlovák gyártmányú csuklós trolibusz (a szintén csuklósnak tervezett 10Tr sosem készült el, a Škoda-Sanos S200Tr pedig csehszlovák-jugoszláv együttműködés eredménye volt).
A trolibusz négyajtós, háromtengelyes jármű, ahol a középső és hátsó tengely van hajtással ellátva. A menet és fékvezérlés elektronikus kivitelű.
A jármű kocsiszekrénye két, hangtompító burkolattal ellátott csuklóművel összekötött részből áll. A hajtómű és a segédüzemi berendezések mindkét kocsirészre fel vannak szerelve.
A jármű belső világítása gázkisüléses lámpákkal van ellátva. A járművezető fizikai igénybevételét jelentősen csökkenti a hidraulikus kormányszervó berendezés. A fokozat nélküli elektronikus hajtásvezérléssel ellátott soros motorok sima indítást tesznek lehetővé állandó gyorsulás mellett, a motor fordulatszáma által meghatározott sebességig. A sebesség további növelése két lépésben történik, mezőgyengítéses gyorsítással, amíg a jármű eléri a legnagyobb sebességét. Egy elektrodinamikus fékrendszer a sima, fokozat nélküli fékezést biztosítja, megállítása a pneumatikus fékrendszer segítségével történik.
Az első szériák még osztott első szélvédőkkel érkeztek, a későbbieknek már egyben van az egész.
Eredetileg minden 15Tr piros-krémszínű festést kapott, mert minden csehszlovák közlekedési társaság ezt használta.
Škoda 15Tr trolik először a České Budějovice – Temelin útvonalon álltak forgalomba.

## Technikai adatok
- Hossz: 17,36 m
- Szélesség: 2,5 m
- Magasság: 3,41 m
- Jármű tömege üresen: 15,8 tonna
- Férőhelyek száma: 150
  - Ülőhelyek száma: 45
  - Állóhelyek száma: 100
- Motorok teljesítménye: 2 × 100 - 2 × 120 kW
- Legnagyobb sebesség: 65 km/h

## Prototípus
A 15Tr első két prototípusát 1983-ban készítették, ezeknek részben eltérőek voltak az elektromos berendezései, mint a végleges változatoknak. A gyártói tesztek után az első proto 1984-ben és 85-ben 500-as pályaszámmal tesztüzemben állt Pilsen városában.
1987 és 88 közt még két prototípust gyártottak le, ezek már utasokat is szállítottak a tesztmeneteik alatt.

## Modernizáció és újjáépítés
Sok 15Tr-t újítanak fel, ezek digitális kijelzőket, teljesen átépített, modernizált belsőteret, új áramszedőket kapnak, ezeket a 15TrR típusjelzéssel látják el.

## Üzemeltetők
1983 és 2004 közt körülbelül 600 darab készült el ezekből a trolikból.

A táblázat csak a gyártótól újonnan vásárolt trolikat tartalmazza, a különböző városok jelenlegi troliparkja ettől eltérhet.

### Csehország
| Üzemeltető város       | Típus | Beszerzés éve | Darab    | Pályaszám                          | Megjegyzés |
| ---------------------- | ----- | ------------- | -------- | ---------------------------------- | --- |
| Brno                   | 15Tr  | 1990 – 1991   | 8 darab  | 3501 – 3508                        | A 3501 múzeumba került, a 3502 nosztalgiajármű, a 3504 és 3505 van még forgalomban, a 3503, 3507 eladva Ukrajnába, a 3506, 3508 selejtezve. |
| České Budějovice       |       | 1991 – 2004   | 52 darab |                                    | |
|                        | 15Tr  | 1991 – 1992   | 42 darab | 01 – 42                            | |
|                        | 15TrM | 1995          | 10 darab | 48 – 57                            | |
| Hradec Králové         |       | 1989 – 2001   | 16 darab |                                    | |
|                        | 15Tr  | 1989 – 1994   | 11 darab | 71 – 81                            | A 77-es nosztalgiajármű, a 71-es, 72-es, 76-os, 79-es, 81-es eladva más városoknak, a többi selejtezve.                                     |
|                        | 15TrM | 1995 – 2001   | 5 darab  | 82 – 86                            | Az összes troli eladva Ústí nad Labemnek.                                                                                                   |
| Chomutov – Jirkov      | 15Tr  | 1995          | 25 darab | 001 – 025                          | |
| Ostrava                | 15Tr  | 1990 – 1994   | 10 darab | 3504 – 3513                        | |
| Plzeň                  |       | 1988 – 1996   | 19 darab |                                    | |
|                        | 15Tr  | 1988 – 1993   | 6 darab  | 414, 461 – 465                     | |
|                        | 15TrM | 1995 – 1996   | 13 darab | 466 – 478                          | |
| A Škoda gyárban maradt | 15Tr  | 1983          | 2 darab  | –                                  | |
| Teplice                | 15Tr  | 1990          | 8 darab  | 201 – 210 (202-203 Szeged (Szkt) ) | |
| Ústí nad Labem         |       | 1989 – 2003   | 66 darab |                                    | |
|                        | 15Tr  | 1989 – 1994   | 55 darab | 501 – 555                          | |
|                        | 15TrM | 1995 – 2003   | 11 darab | 556 – 566                          | |
| Zlín – Otrokovice      |       | 1990 – 2001   | 36 darab |                                    | |
|                        | 15Tr  | 1990 – 1992   | 12 darab | 82 – 85, 337 – 343                 | a 82-es pályaszámot kétszer osztották ki |
|                        | 15TrM | 1995 – 2001   | 24 darab | 344 – 367                          | |

### Irán
| Üzemeltető város | Típus | Beszerzés éve | Darab    | Pályaszám            | Megjegyzés |
| ---------------- | ----- | ------------- | -------- | -------------------- | ---------- |
| Teherán          | 15Tr  | 1992          | 65 darab | 794 – 828, 921 – 950 |            |

### Lettország
| Üzemeltető város | Típus | Beszerzés éve | Darab    | Pályaszám                 | Megjegyzés |
| ---------------- | ----- | ------------- | -------- | ------------------------- | ---------- |
| Riga             |       | 1989 – 2000   | 35 darab |                           |            |
|                  | 15Tr  | 1989 – 1991   | 25 darab | 1-1 – 1-18, 2-300 – 2-306 |            |
|                  | 15TrM | 1998 – 2000   | 10 darab | 2-500 – 2-509             |            |

### Magyarország
| Üzemeltető város | Típus | Beszerzés éve | Darab    | Pályaszám                | Megjegyzés |
| ---------------- | ----- | ------------- | -------- | ------------------------ | --- |
| Szeged           | 15Tr  | 1992–2012     | 22 darab | T-600–T-620 T-625, T-626 | T-601 2024-től felújításon T-609 2023-tól felújításon T-613, T-617 2016-ban selejtezve T-614 2021-től leállítva T-618, T-625 2024-től leállítva |
|                  | 15TrM | 2010-2011     | 4 darab  | T-621-T-624              | T-622-es 2016-ban selejtezve |

### Szlovákia
| Üzemeltető város | Típus | Beszerzés éve | Darab    | Pályaszám            | Megjegyzés                                                      |
| ---------------- | ----- | ------------- | -------- | -------------------- | --------------------------------------------------------------- |
| Besztercebánya   |       | 1989 – 1999   | 29 darab |                      |                                                                 |
|                  | 15Tr  | 1989 – 1990   | 27 darab | 1501 – 1527          | Az 1501, 1512 és 1518 pályaszámú trolik vannak még forgalomban. |
|                  | 15TrM | 1998 – 1999   | 2 darab  | 1528, 1529           | Az 1529-es 2020-ban selejtezve.                                 |
| Pozsony          |       | 1990 – 2003   | 39 darab |                      |                                                                 |
|                  | 15Tr  | 1990 – 1992   | 16 darab | 6521, 6601 – 6616    | 6607-es nincs                                                   |
|                  | 15TrM | 1998 – 2003   | 23 darab | 6617 – 6638          | 6617-es pályaszámot kétszer osztották ki                        |
| Kassa            |       | 1993 – 1999   | 20 darab |                      |                                                                 |
|                  | 15Tr  | 1993          | 15 darab | 1001 – 1015          |                                                                 |
|                  | 15TrM | 1999          | 5 darab  | 1016 – 1020          |                                                                 |
| Eperjes          |       | 1989 – 1999   | 32 darab |                      |                                                                 |
|                  | 15Tr  | 1989 – 1994   | 27 darab | 82 – 86, 92 – 113    |                                                                 |
|                  | 15TrM | 1995 – 1999   | 5 darab  | 114 – 118            |                                                                 |
| Zsolna           |       | 1995 – 2002   | 28 darab |                      |                                                                 |
|                  | 15Tr  | 1995 – 1996   | 14 darab | 201 – 210, 226 – 229 |                                                                 |
|                  | 15TrM | 1998 – 2002   | 14 darab | 230 – 243            |                                                                 |

### Amerikai Egyesült Államok
| Üzemeltető város | Típus  | Beszerzés éve | Darab    | Pályaszám   | Megjegyzés |
| ---------------- | ------ | ------------- | -------- | ----------- | ---------- |
| San Francisco    | 15TrSF | 2002 – 2003   | 33 darab | 7101 – 7133 |            |

### Ukrajna
| Üzemeltető város             | Típus | Beszerzés éve | Darab    | Pályaszám   | Megjegyzés |
| ---------------------------- | ----- | ------------- | -------- | ----------- | ---------- |
| Kijev                        | 15Tr  | 1990 – 1995   | 46 darab | 450 – 495   |            |
| Szimferopol – Alušta – Jalta | 15Tr  | 1990          | 6 darab  | 4000 – 4005 |            |

## Magyarországi használata
Škoda trolibuszok Magyarországon kizárólag Szegeden, a Szegedi Közlekedési Kft. állományában közlekednek, ebből kifolyólag 15Tr típusúak is csak itt fordulnak elő. Az első 11 darabot újan, a többit használtan szerezték be. Pályaszámok: T-600-T-626.
Az első trolik selejtezése 2016. augusztus 22-én történt meg, ekkor kettő darabot állítottak le.
Jelenleg (2021-ben) az önkormányzati cég állományában 24 darab Škoda 15Tr típusú trolibusz szerepel.